# Ljubomir Vranjes
Ljubomir Vranješ (Göteborg, 1973. október 3. –) olimpiai ezüstérmes, Európa- és világbajnok svéd kézilabdázó, edző.

## Pályafutása

### Játékosként
1989-ig Vranjes a Kortedallban játszott, innen szerződött szülővárosának csapatához, a Redbergslids IK-hez, akikkel ötször nyert svéd bajnokságot. Ezt követően két szezont a spanyol Granollersben töltött, mielőtt a német Nordhorn-Lingenben folytatta volna karrierjét. 2002-ben a Nordhorn második lett a bajnokságban,  2002 és 2005 között pedig négyszer jutott a kupa négyes döntőjébe. 2006-ban Vranjes a Flensburg-Handewitt csapatához írt alá, de velük sem tudott bajnok lenni, 2007-ben pedig elvesztették a Bajnokok Ligája döntőjét a THW Kiellel szemben. 2009-ben fejezte be játékos pályafutását.
A svéd válogatott irányítójaként világbajnokságot nyert 1999-ben, majd egy évre rá a sydney-i olimpián ezüstérmet szerzett, 1998-ban, 2000-ben és 2002-ben pedig Európa-bajnoki címet nyert a háromkoronásokkal. 164 válogatott mérkőzésen 451 gólt szerzett. 

### Edzőként
Pályafutása végén Vranjes feleségével és gyermekeivel haza szeretett volna költözni és már aláírt szerződése volt az első osztályú  IFK Skövde HK csapatával, amikor a Flensburg megkereste, hogy vegye át a vezetőedzői posztot, miután Per Carlén távozott a csapat éléről. Vranjes elfogadta az ajánlatot és 2010 novemberében átvette egykori csapata irányítását. 2012-ben Kupagyőztesek Európa-kupáját nyert a német csapattal, 2014-ben pedig elhódították a Bajnokok Ligája serleget is. Ebben az évben a Nemzetközi Kézilabda-szövetség megválasztotta az év edzőjének. 2015-ben kupagyőztes lett a Flensburggal, miután 2011 és 2014 között négyszer jutott csapatával a DHB-kupa döntőjébe, azonban mindegyiket elvesztette. 
2013 májusa és 2013 októbere között a szerb válogatott szövetségi kapitánya volt.
2017 januárjában bejelentették, hogy júliustól ő veszi át a Telekom Veszprém és a magyar férfi válogatott irányítását. A magyar válogatott élén 2018. január 6-án egy Svédország elleni 29–29-es döntetlennel mutatkozott be.
A 2017-2018-as szezonban Magyar Kupát nyert a veszprémi csapattal, azonban a bajnoki címet nem tudta megszerezni irányításával a klub, azt tíz évet követően a Pick Szeged nyerte és a Bajnokok Ligájában is már a nyolcaddöntőben kiesett csapatával. A 2018-2019-es szezont a vártnál gyengébben kezdte a Veszprém, a Bajnokok Ligájában két vereséget szenvedett a csoportkör első három fordulójában, ezért Vranjest 2018. október 1-jén a klub vezetősége menesztette posztjáról. Október 5-én a Magyar Kézilabda Szövetség elnöksége jelezte, hogy Vranjes a magyar válogatott éléről is távozik.
2019 januárjában a svéd IFK Kristianstad vezetőedzője lett. 2019 decemberében a szlovén válogatott szövetségi kapitánya lett, miközben a svéd csapat vezetőedzői posztját is betöltötte párhuzamosan a továbbiakban is. 2020 decemberében menesztették a Kristianstad éléről, miután a csapat csak a 7. helyen állt a bajnokságban.
A 2020-as Európa-bajnokságon elődöntőig vezette a szlovén válogatottat. A spanyol csapat elleni vereség után a bronzmeccsen a Norvégia ellen is vereséget szenvedtek, így nem szereztek érmet. A 2022-es Európa-bajnokságon meglepetésre már a csoportkörben kiestek. Az utolsó csoportmérkőzés után a Szlovén kézilabda-szövetség felbontotta szerződését. Még aznap bejelentették, hogy Vranjes a német Rhein-Neckar Löwen vezetőedzői posztját a szezon végéig átveszi. Ezt követően a francia USAM Nimes vezetőedzőjeként dolgozott 2023-ig, majd átvette a német SG Flensburg-Handewitt sportigazgatói posztját.

## Magánélet
Vranješ szerb származású, de már Göteborgban született. Hobbija a fényképészet.

## Sikerei, díjai
Játékosként
- Svéd bajnok: 5
  -  Arany: 1993, 1994, 1996, 1997, 1998
  -  Ezüst: 1995, 1999
- Svéd kupagyőztes: 3
  -  Arany: 1996, 1997, 1998
- Bajnokok Ligája-döntős: 1
  -  Ezüst: 2007

Edzőként
- Bajnokok Ligája-győztes: 1
  -  Arany: 2014
- Kupagyőztesek Európa-kupája-győztes: 1
  -  Arany: 2012
- Német kupagyőztes: 1
  -  Arany: 2015
- Az év férfi edzője a Nemzetközi Kézilabda-szövetség szavazásán: 1: 2015
- Magyar kupagyőztes: 1
  -  Arany: 2018